# Buchenwälder um Stolberg
Die Buchenwälder um Stolberg sind ein FFH- und EU-Vogelschutzgebiet in der Gemeinde Südharz im Landkreis Mansfeld-Südharz in Sachsen-Anhalt.

## Allgemeines
FFH- und EU-Vogelschutzgebiet sind circa 3678 Hektar groß. Sie überlagern sich mit dem Landschaftsschutzgebiet „Harz und südliches Harzvorland“. Zwei Flächen im FFH- und EU-Vogelschutzgebiet sind als Naturschutzgebiete ausgewiesen, das Naturschutzgebiet „Pferdekopf“ nördlich und das Naturschutzgebiet „Großer Ronneberg–Bielstein“ westlich von Stadt Stolberg (Harz). FFH- und EU-Vogelschutzgebiet grenzen westlich von Stolberg (Harz) an das FFH-Gebiet „Haingrund und Organistenwiese bei Stolberg“ sowie mehrfach kleinflächig an das FFH-Gebiet „Thyra im Südharz“. Im Nordwesten grenzen sie an das auf dem Gebiet Thüringens liegende FFH-Gebiet „Regensburger Kopf – Lindischberg“, das Bestandteil des EU-Vogelschutzgebietes „Südharz“ ist, sowie im Westen und Südwesten an das ebenfalls in Thüringen liegende Landschaftsschutzgebiet „Südharz“. Das FFH- und EU-Vogelschutzgebiet ist durch die Landesverordnung zur Unterschutzstellung der Natura 2000-Gebiete im Land Sachsen-Anhalt (N2000-LVO LSA) seit dem 21. Dezember 2018 rechtlich gesichert. Zuständige untere Naturschutzbehörde ist der Landkreis Mansfeld-Südharz.

## Beschreibung
Das aus drei Teilflächen bestehende FFH- und EU-Vogelschutzgebiet (es wird im Norden und Nordwesten vom FFH-Gebiet „Thyra im Südharz“ unterbrochen) liegt nordöstlich von Nordhausen im Biosphärenreservat Karstlandschaft Südharz und im Naturpark Harz/Sachsen-Anhalt. Es umfasst großflächig um Stolberg (Harz) liegende Buchenwälder. Diese sind in erster Linie als Waldmeister-Buchenwälder mit Rotbuche, Bergahorn, Spitzahorn, Hainbuche, Winterlinde, Vogelkirsche und Gemeiner Esche ausgebildet. In der Strauchschicht stocken vielfach Roter Holunder, Gewöhnlicher Spindelstrauch und Rote Heckenkirsche, die Krautschicht wird von Waldmeister, Einblütigem Perlgras, Ähriger Teufelskralle und Waldzwenke gebildet. Weiterhin siedeln hier verschiedene Moose wie Pterigynandrum filiforme, Isothecium alupecuroides und Plagiomnium cuspidatum. In den Höhenlagen des Gebietes stocken vielfach artenärmere Hainsimsen-Buchenwälder. Neben der dominierenden Rotbuche ist die vom Menschen eingebrachte Fichte zu finden. Eine Strauchschicht fehlt weitgehend. Die Krautschicht ist relativ artenarm ausgebildet. So siedeln hier unter anderem Buschwindröschen, Waldreitgras und Weißliche Hainsimse. Stellenweise sind Frauenfarn und Gewöhnlicher Dornfarn zu finden, teilweise auch montane Arten wie Quirlweißwurz, Harzlabkraut und seltener Wolliges Reitgras und Siebenstern. An Steilhängen um Stolberg und Nebentälern stockt Schlucht- und Hangmischwald unter anderem aus Bergahorn, Winterlinde und Gemeiner Esche. Teilweise gesellt sich die Bergulme dazu. Die Krautschicht ist oft reich entwickelt. So siedeln hier unter anderem Ausdauerndes Silberblatt, Waldschwingel, Gelappter Schildfarn und die Moose Atrichum undulatum, Brachythecium rutabulum und Plagiochila asplenioides. Entlang der Thyra und ihren Nebenbächen stocken saumartig ausgebildete Erlen-Eschenwälder aus Schwarzerle, Gemeiner Esche und verschiedenen Weidenarten. In der Strauchschicht stocken Hasel, Gewöhnlicher Spindelstrauch und Gewöhnliche Traubenkirsche, in der Krautschicht sind Hainsternmiere, Winkelsegge, Mittleres Hexenkraut, Hohler Lerchensporn und Sumpfpippau zu finden. In Quellbereichen siedeln die Moose Pellia endiviifolia, Brachythecium rivulare und Palustriella commutata. Aufgrund der überwiegenden Beschattung der Bäche ist Wasservegetation aus Flutendem Wasserhahnenfuß, Sumpfwasserstern und Quellmoos nur fragmentarisch ausgebildet. Stellenweise sind im Gebiet Reste von Gangsystemen und Pingen ehemaliger Bergwerke zu finden.
Die Wälder sind Lebensraum von Luchs und Wildkatze sowie Haselmaus. Weiterhin sind hier zahlreiche Fledermausarten heimisch, darunter Großes Mausohr, Große und Kleine Bartfledermaus und Nymphenfledermaus, die teilweise neben weiteren Arten Höhlen im Gebiet als Winterquartier nutzen. Das Gebiet ist auch Lebensraum der Reptilien Zauneidechse und Schlingnatter sowie der Amphibien Geburtshelferkröte, Springfrosch, Feuersalamander, Bergmolch und Fadenmolch. Bäche im Gebiet beherbergen unter anderem Groppe und Bachneunauge. Stellenweise ist der Hirschkäfer zu finden. Das Gebiet beherbergt verschiedene holzbewohnende Käferarten, darunter Kopfhornschröter, Holzbuntkäfer und die Breitrüssler Anthribus albinus und Platyrhinus resinosus. Die Wälder sind auch Lebensraum von Schwarzstorch, Rotmilan, Mäusebussard, Habicht, Sperber, Raufußkauz, Sperlingskauz, Waldohreule, Waldkauz, Grauspecht, Schwarzspecht, Mittelspecht und Hohltaube. Bereiche entlang der Bäche sind Lebensraum von Wasseramsel und Gebirgsstelze.
Das FFH- und EU-Vogelschutzgebiet ist größtenteils von weiteren Waldgesellschaften umgeben. Teilweise grenzt es an landwirtschaftliche Nutzflächen, oft in Form von Grünländern. Das Gebiet wird von der Landesstraße 236 und der Kreisstraße 2354 gequert.